# Frank Duveneck
Frank Duveneck (Covington (Kentucky), 9 de octubre de 1848-Cincinnati (Ohio), 3 de enero de 1919) fue un pintor estadounidense.

## Biografía

### Primeros años

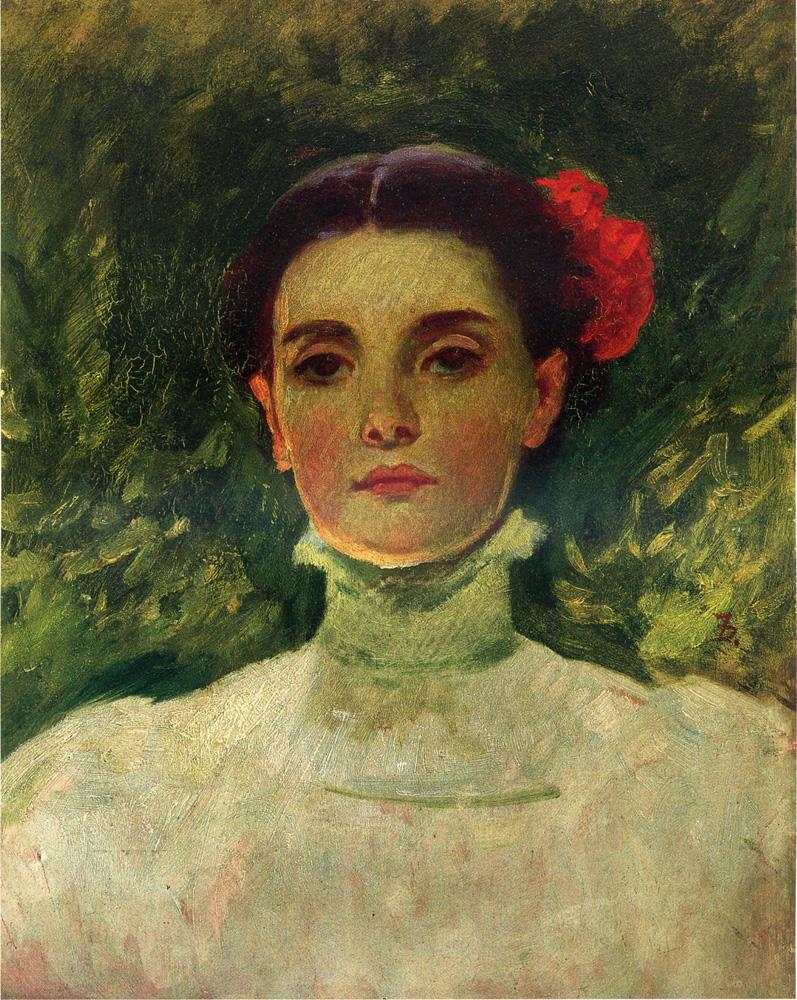
Retrato de Maggie Wilson, óleo sobre tabla, 38,10 x 30,48 cm, Museo de Bellas Artes de Houston.

Duveneck nació en Covington (Kentucky), siendo hijo de Bernard Decker, un inmigrante alemán. Sin embargo, Decker murió cuando Frank tenía sólo un año. Su madre se casó con Joseph Duveneck, quien dio su apellido a Frank. A los 15 años, Duveneck empezó a estudiar arte bajo la tutela del pintor Johann Schmitt, quien había sido aprendiz en una firma alemana de decoradores de iglesias. Mientras crecía en Covington, Duveneck también formó parte de la comunidad alemana en Cincinnati. Sin embargo, debido a sus creencias católicas y su ascendencia alemana, era considerado un extraño en el círculo artístico de la ciudad. En 1869, Duveneck viajó a estudiar a la Academia de Bellas Artes de Múnich, en donde conoció a Wilhelm Leibl y Wilhelm von Diez. Allí desarrolló un estilo directo, realista y obscuro. Posteriormente, se convirtió en uno de los jóvenes pintores estadounidenses que durante los años 1870 que trataron de desplazar las tradiciones de la Escuela del río Hudson. Junto a William Merritt Chase, John Henry Twachtman y Walter Shirlaw, Duveneck inició un movimiento artístico caracterizado por la libertad a la hora de pintar.

### Éxito
Aunque inicialmente sus trabajos fueron ignorados, después de varias exhibiciones en Boston y sus alrededores, las obras de Duveneck empezaron a atraer la atención. Asimismo, muchos pupilos lo buscaban en Alemania e Italia, adonde realizaba largas visitas. En 1878, abrió una escuela en Múnich. Entre sus estudiantes, conocidos como los "Duveneck Boys", estuvieron John Henry Twachtman, Otto Bacher, Julius Rolshoven y Herman Wessel. En 1886, Duveneck se casó con una de sus estudiantes, la bostoniana Elizabeth Boott. La pareja vivió por dos años en Bellosguardo (Italia) por dos años, en donde Elizabeth tuvo un hijo. Sin embargo, ella murió de neumonía posteriormente en París. Esto devastó a Duveneck, quien regresó a los Estados Unidos y empezó a interesarse por la escultura. El pintor modeló un monumento para su esposa, el cual se encuentra en el cementerio inglés de Florencia. A pesar de estas actividades, la muerte de Elizabeth disminuyó su producción artística. Gracias al dinero que había ganado previamente, Duveneck decidió llevar una vida recluida. Vivió en Covington hasta su muerte en 1919. Duveneck también enseñó en la Art Academy of Cincinnati, en donde fue profesor de John Christen Johansen, M. Jean McLane, Edward Charles Volkert y Russel Wright. Durante sus últimos años, solía pasar los veranos en Gloucester (Massachusetts).

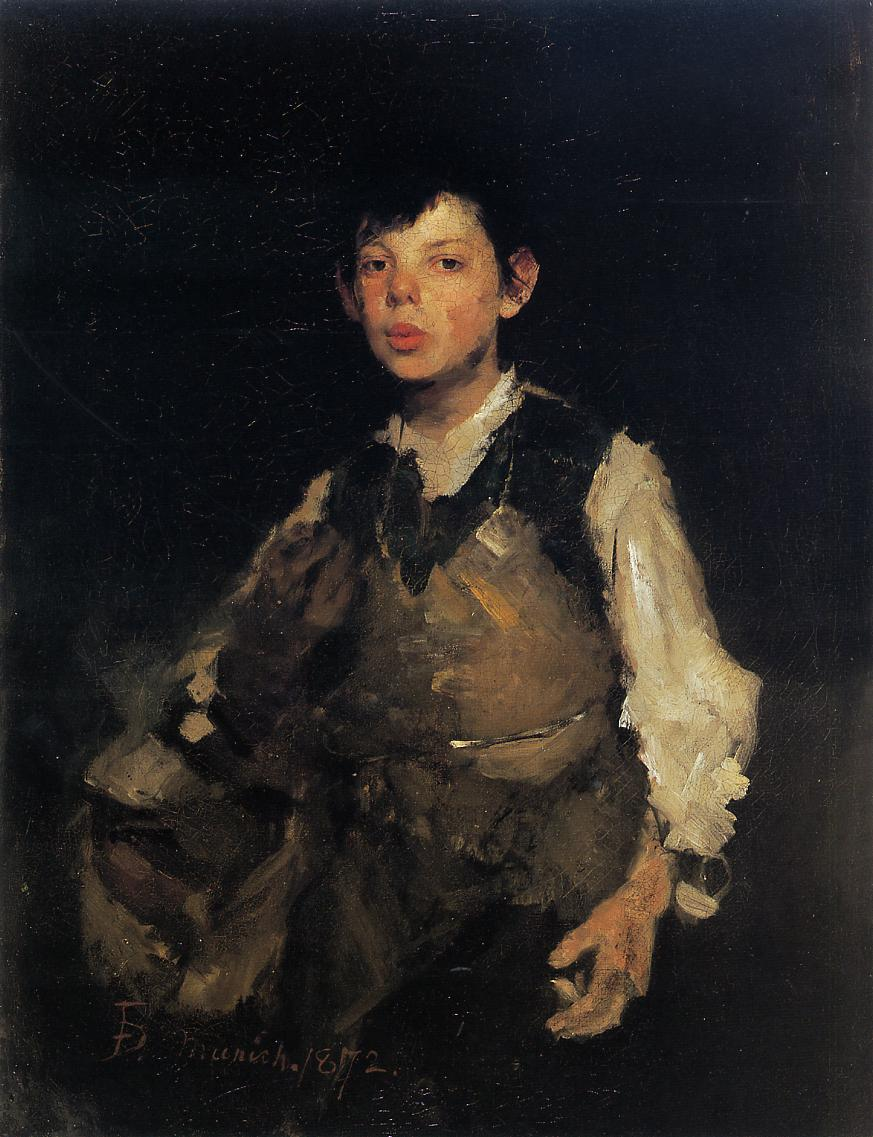
The Whistling Boy (1872), Cincinnati Art Museum.

Entre sus obras más famosas están Lady with Fan (1873) y The Whistling Boy (1872), en las cuales se puede apreciar la influencia de Frans Hals. Las obras de Duveneck se pueden encontrar en el Museo Metropolitano de Arte, la Galería Nacional de Arte, el Cincinnati Art Museum, el Richmond Art Museum y en la Biblioteca del Condado de Kenton. Uno de sus retratos, titulado Young Man with Tousled Hair (the Street Urchin), actualmente ubicado en el Smithsonian American Art Museum, había formado parte de la colección de Kurt Vonnegut.
Duveneck fue enterrado en el Mother of God Cemetery en Covington.